# Holger Schlepps
Holger Schlepps (* 4. April 1972) ist ein ehemaliger deutscher Wasserspringer, der bei Weltmeisterschaften je eine Silber- und Bronzemedaille gewann. Bei Europameisterschaften ersprang er eine Goldmedaille und zwei Silbermedaillen. Er wurde später Punktrichter.

## Sportliche Karriere
Holger Schlepps startete für den Berliner TSC. Er wurde 1997 Deutscher Meister vom Ein-Meter-Brett. 1997 und 1999 gewann er mit dem Rostocker Alexander Mesch das Synchronspringen vom Drei-Meter-Brett. Außerdem wurde er 1994 Deutscher Hallenmeister vom Ein-Meter-Brett.
Bei den Weltmeisterschaften 1994 in Rom schied er im Halbfinale aus und wurde Sechster vom Ein-Meter-Brett. 1997 bei den Europameisterschaften in Sevilla gewannen deutsche Springer Gold und Silber vom Ein-Meter-Brett. Andreas Wels siegte vor Holger Schlepps und dem Spanier Rafael Álvarez. Im Synchronspringen vom Drei-Meter-Brett siegten Mesch und Schlepps vor den Spaniern und den Italienern. Anfang 1998 fanden die Weltmeisterschaften in Perth statt. Vom Ein-Meter-Brett gewann der Chinese Yu Zhuocheng vor Troy Dumais aus den Vereinigten Staaten und Holger Schlepps. Im Synchronspringen vom Drei-Meter-Brett ersprangen Yu Zhuocheng und Hao Xu die Goldmedaille vor Mesch und Schlepps. Im Jahr darauf bei den Europameisterschaften 1999 in Istanbul siegten die Italiener Donald Miranda und Nicola Marconi vor Mesch und Schlepps.
Holger Schlepps blieb nach seiner Aktivenlaufbahn dem Wasserspringen als Trainer und vor allem als Punktrichter verbunden. In dieser Eigenschaft nahm er an den 2021 ausgetragenen Olympischen Spielen in Tokio teil, im Turmspringen der Männer wurde er auch im Finale eingesetzt.